# Żarkowszczyzna
Żarkowszczyzna (biał. Жаркаўшчына; ros. Жарковщина) – wieś na Białorusi, w obwodzie grodzieńskim, w rejonie świsłockim, w sielsowiecie Dobrowola, na terenie Parku Narodowego „Puszcza Białowieska”.
W Żarkowszczyznie znajduje się dworek myśliwski Tyszkiewiczów z przełomu XVIII i XIX w., przebudowany na przełomie XIX i XX w. Obecnie mieści się w nim hotel.

## Historia
Niegdyś właścicielami Żarkowszczyzny i otaczającej miejscowość Puszczy Świsłockiej byli Tyszkiewiczowie. Puszcza została im skonfiskowana przez władze carskie i włączona do należącej do rządu Puszczy Białowieskiej po powstaniu listopadowym, którego cywilnym naczelnikiem, a następnie prezesem Rządu Centralnego na Litwie był właściciel tutejszych dóbr gen. Tadeusz Tyszkiewicz. Dziś obok dworku znajduje się kamień z napisem w języku francuskim ku jego czci.
W czasie powstania styczniowego, 21 czerwca 1864, pod Żarkowszczyzną rozegrała się nierozstrzygnięta bitwa wojsk powstańczych pod dowództwem Onufrego Duchyńskiego i Walerego Wróblewskiego z siłami rosyjskimi. W XIX w. Żarkowszczyzna była chutorem.
W dwudziestoleciu międzywojennym leżała w Polsce, w województwie białostockim, w powiecie wołkowyskim, w gminie Świsłocz.